# لورا مولينا (لاعبة كرة الريشة)
لورا مولينا (بالإسبانية: Laura Molina)‏ هي لاعبة كرة الريشة إسبانية، ولدت في 13 سبتمبر 1988 في لا رينكونادا في إسبانيا.

## وصلات خارجية
- لورا مولينا على موقع BWF.tournamentsoftware.com (الإنجليزية)
- لورا مولينا على موقع BWFbadminton.com (الإنجليزية)